# ユヴェントスFC (女子)
ユヴェントスFC（Juventus Football Club）は、ユヴェントス・ウィメン（Juventus Women）とも呼ばれる、イタリアのトリノを本拠地とする女子サッカークラブである。

## 概要
2015年7月、男子サッカークラブユヴェントスFCにU-12の女子チームが誕生した。そこからおよそ2年後の2017年5月、クラブのゼネラルディレクターを務めるジュゼッペ・マロッタが、女子トップチームの創設を計画していることを明かした。翌月16日には、2017-18シーズンの女子セリエAに参戦することが、21日には初代監督として元イタリア女子代表のリータ・グアリーノを招聘することが発表された。7月1日、セリエAに所属するASDクーネオ・カルチョ・フェンミニーレを買収することで合意に達したと発表され、正式にユヴェントスの女子チームが設立された。移籍市場ではサーラ・ガーマ、バルバラ・ボナンセーア、マルティーナ・ロズッチなど実力者を多数補強し、前年度覇者のACFフィオレンティーナやACFブレッシャ・カルチョ・フェンミニーレと共に優勝候補にも目された。最終的に優勝プレーオフでブレッシャをPK戦の末に破り、初年度からスクデットを獲得。以降2021-22シーズンまでイタリア女子サッカー史上最長となるリーグ戦5連覇を達成した。
ホームスタジアムとしては設立時からヴィノーヴォのユヴェントス・トレーニング・センターにあるカンポ・アレ&リッキー（Campo Ale & Ricky）が基本的に使用されてきたが、2023-24シーズンからはビエッラにあるスタディオ・ラ・マルモラ＝ポッツォをそれとしている。

## 成績
| 2017-18 | セリエA | 1位 | コッパ・イタリア | ベスト8 |     |                      |
| 2018-19 | セリエA | 1位 | コッパ・イタリア | 優勝    | WCL | ベスト32             |
| 2019-20 | セリエA | 1位 | コッパ・イタリア | ベスト8 | WCL | ベスト32             |
| 2020-21 | セリエA | 1位 | コッパ・イタリア | ベスト4 | WCL | ベスト32             |
| 2021-22 | セリエA | 1位 | コッパ・イタリア | 優勝    | WCL | ベスト8              |
| 2022-23 | セリエA | 2位 | コッパ・イタリア | 優勝    | WCL | グループステージ敗退 |
| 2023-24 | セリエA | 2位 | コッパ・イタリア | ベスト4 | WCL | 予選敗退             |
| 2024-25 | セリエA | 1位 | コッパ・イタリア | 優勝    | WCL | グループステージ敗退 |

## タイトル
- セリエA：6回
  - 2017-18, 2018-19, 2019-20, 2020-21, 2021-22, 2024-25

- コッパ・イタリア（英語版）：4回
  - 2018-19, 2021-22, 2022-23, 2024-25

- スーペルコッパ・イタリアーナ（英語版）：4回
  - 2019, 2020, 2021, 2023

## 現所属メンバー
2024年10月24日現在
注：選手の国籍表記はFIFAの定めた代表資格ルールに基づく。
| No. | Pos. |              | 選手名                     |
| --- | ---- | ------------ | -------------------------- |
| 3   | DF   | イタリア     | サーラ・ガーマ             |
| 4   | DF   | スウェーデン | エンマ・クルベリ           |
| 6   | MF   | イタリア     | エーヴァ・シャッツェル     |
| 7   | FW   | スイス       | アリーシャ・レーマン       |
| 8   | DF   | イタリア     | マルティーナ・ロズッチ     |
| 9   | FW   | イタリア     | ソフィーア・カントーレ     |
| 10  | FW   | イタリア     | クリスティアーナ・ジレッリ |
| 11  | MF   | イタリア     | バルバラ・ボナンセーア     |
| 13  | MF   | イタリア     | リーザ・ボアッティン       |
| 14  | FW   | デンマーク   | アマリ・ヴァングスゴール   |
| 15  | MF   | スウェーデン | ハンナ・ベンニソン         |
| 16  | GK   | フランス     | ポリーヌ・ペロー＝マニャン |

| No. | Pos. |              | 選手名                         |
| --- | ---- | ------------ | ------------------------------ |
| 17  | FW   | イタリア     | アージア・ブラゴンツィ         |
| 18  | FW   | イタリア     | キアーラ・ベッカーリ           |
| 19  | FW   | フランス     | リンジー・トマ                 |
| 20  | DF   | フランス     | エステル・カスカリノ           |
| 22  | MF   | イタリア     | ヴァレンティーナ・ベルガマスキ |
| 23  | DF   | イタリア     | チェチーリア・サルヴァーイ     |
| 24  | MF   | スウェーデン | エルサ・ペルガンデル           |
| 25  | DF   | スイス       | ヴィオラ・カリガーリス         |
| 27  | MF   | ドイツ       | パウリーナ・クルムビーゲル     |
| 31  | GK   | イタリア     | アレッシア・カペッレッティ     |
| 44  | GK   | カナダ       | リジアン・プルー               |
| 71  | DF   | イタリア     | マルティーナ・レンツィーニ     |

## 歴代監督
- リータ・グアリーノ（英語版） 2017-2021
- ジョー・モンテムーロ（英語版） 2021-2024
- ジュゼッペ・ザッペッラ 2024
- マッシミリアーノ・カンツィ（英語版） 2024-

## 歴代所属選手
- バルバラ・ボナンセーア 2017-
- クリスティアーナ・ジレッリ 2018-